# Robin (DC Comics)
Robin egy kitalált szereplő, szuperhős a DC Comics képregényeiben. A szereplőt Bob Kane, Bill Finger és Jerry Robinson alkotta meg. Első megjelenése a Detective Comics 38. számában volt 1940-ben. Az azóta eltelt idő alatt Robinnak, Batman ifjú társának személyazonosságát és köpenyét többen is magukra öltötték. Batman és Robin párosát gyakran nevezik a Dinamikus Duónak.

## Dick Grayson

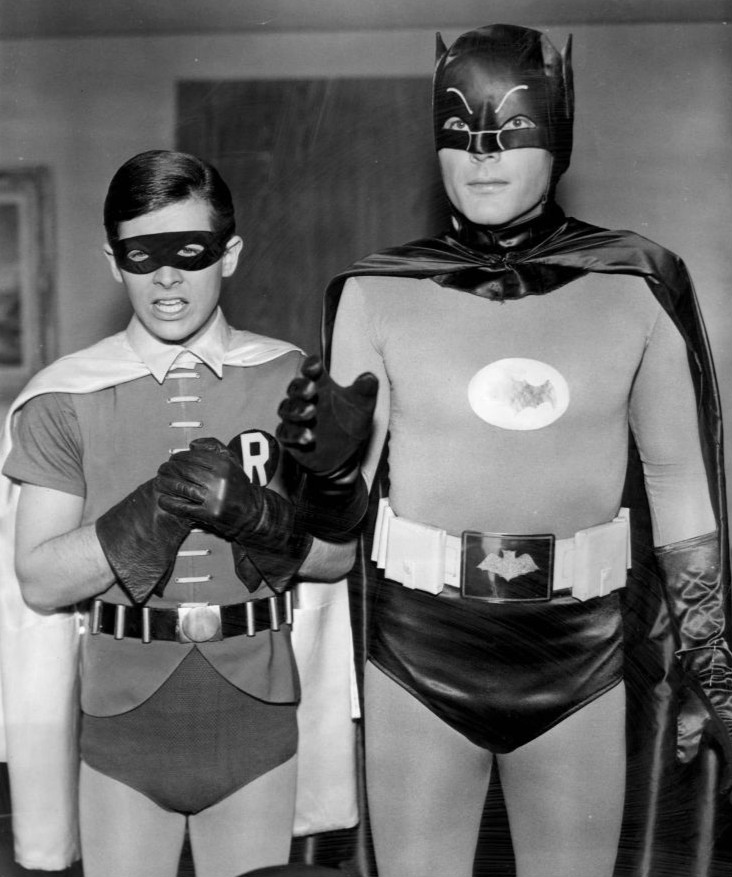
Batman és ifjú segédje, Robin

Az első fiú Richard „Dick” Grayson volt, akinek a szüleit megölték, ezért Batman örökbe fogadta. Szuperképességei neki sem voltak. Viszont akrobata családban nőtt fel (ők voltak a "Flying Graysons"), ezért Batman tanításainak hála, kiváló társsá vált. Ő lett az első Robin, és az egész szuperhősdit egy kalandnak fogta fel. Talán ő volt az aki megakadályozta Batmant, hogy túl mélyre jusson saját magányos, sötét útján. Számtalan kalandon mentek át együtt. Nagyon jó kapcsolatban voltak, de mikor Dick felnőtt, már önállóan szeretett volna dolgozni. Így lett belőle az új hős, Éjszárny. Éjszárnyként átment Blüdhavenbe, és a város őrzője lett. Később viszont a New York-i banda az Outsiders (Kívülállók) vezére lett. Annak ellenére, hogy az útjuk különvált, Batman és Éjszárny még mindig jó barátságban vannak, és többször is együtt dolgoznak, hogy megőrizzék a békét Gothamben. 2009-ben, mikor Bruce Wayne meghalt, Dick folytatta, amit egykori mentora elkezdett: ő lett az új denevérember.

## Jason Todd
Idővel Robin jelmezébe egy másik fiú bújt bele, Jason Todd (alias Red Hood). Ő sosem volt olyan ügyes mint Dick, csak dühös volt és erőszakos (a szülei neki is tragikus módon hunytak el). Rengeteg balhéba keveredett, és Crime Alley városrészben még a Batmobil kerekét is el akarta lopni. Így találkozott Batmannel. Batman azt gondolta, hogy a dühöt, ami a fiúban lakozott hasznos dolgokra tudja fordítani majd. Így hát hagyta neki, hogy társa legyen. Ő lett "Boy Wonder" (a Csodafiú). Ezenkívül Jason amolyan igazi "utcai harcos" volt, értett a verekedéshez (egyszer még Batmant is "megverte"). De Jason nem volt szerencsés. Egy végzetes estén Joker agyonverte egy feszítővassal, csak mert nem akarta, hogy Batman őt is kitanítsa. Mikor Batman rátalál a halott Jasonra, lelkileg összeomlik, és még jobban megnő benne a bosszúvágy. A történtekért magát okolja, hisz tudta már az elejétől, hogy Jason nem annyira tehetséges. Az iszonyú fájdalom, amit a denevérember érzett csaknem rá vette arra, hogy a halott Jasont elvigye egy "lázár verembe", ami a halott emberek feltámasztására szolgál. Ám Jason olyan súlyos agyi károsodásokat szenvedett, hogy élve nem tudott volna normális életet élni. Batman szavait idézve: "Jason egy játékként fogta föl Robin szerepét, és ez is okozta a halálát".Később a karaktert felélesztették, és bosszúból Red hood-ként bűnözői pályára lépett

## Tim Drake
A harmadik Robin Tim Drake lesz. Ő amolyan detektíveskedő típus. Fizikailag nem túl erős, és nem is olyan ügyes, mint Dick. A szülei neki is meghaltak 13 éves korában (ekkor lesz Robin). A Robinok közül ő a leggyengébb, mondhatni, viszont kiváló detektívképességekkel rendelkezik, többek között véghez vitte, ami még senkinek se sikerült: kiderítette, hogy Batman és Bruce Wayne ugyanaz a személy. Tim öltözete más, mint az előző kettő Robiné: fekete köpenyt visel, ezzel is adózva az elhunyt Jason Todd emlékének. Tim a világ legkiválóbb detektívje akar lenni, és az eddigi teljesítménye alapján egy napon az is lesz.

## Stephanie Brown
Amikor Tim Drake egy kis időre fölhagyott Robin szerepével, Stephanie Brown vette át a szerepet.

## Külső hivatkozások
- Extensive biography on Dick Grayson
- Extensive biography on Jason Todd
- Extensive biography on Tim Drake